# Dmitar Zvonimir horvát király
Dmitar Zvonimir (? – Knin, 1089 április 20.), horvátul: Dmitar Zvonimir, kralj Hrvatske i Dalmacije, szerbül: Дмитар Звонимир хрватски краљ, latinul: Zvonimirus Demetrius Rex Sclavoniae, Croatiae, Dalmatiae, a középkori Horvát Királyság uralkodója volt 1075-től 1089-ig, címei között szerepelt a Szlavónia, Horvátország és Dalmácia királya, valamint bán 1070–1073 között. Leszármazása nincs teljesen bizonyítva, de feltehetően Szvetoszláv Szuronja unokája volt.

## A trónra kerülése előtt
A történelmi forrásokban Zvonimir először 1070-ben jelenik meg mint Horvátország bánja és IV. Kresimir Péter társuralkodója. Ez előtt feltehetően Szlavónia bánja volt, melyet az Árpád-házi királyoktól kapott (Szlavóniát még Szent István foglalta el III. Kresimirtől). Zvonimir rokoni kapcsolatokban állt az Árpád-házzal, felesége Ilona I. Béla lánya és Szent László testvére volt. Ivo Goldstein történész szerint Zvonimir uralma Zágrábtól egészen a Szerémségig terjedhetett.
1070-ben IV. Kresimir társuralkodónak és utódjának nevezte ki, ami a horvát történészek szerint Horvátország és Szlavónia egyesítését is jelentette. Kresimir addigi utódát, a későbbi II. Istvánt eltávolította és bezáratta a spalatói Szent Péter-monostorba.
1074-ben a normannok megtámadták Horvátországot és foglyul ejtették a horvát királyt. A források nem írják le a király nevét, de feltehetően IV. Kresimirről írtak, habár egyes elméletek szerint Szlavics ellenkirályról lenne itt szó. Ilyen körülmények között lépett trónra Zvonimir.

## Uralkodása

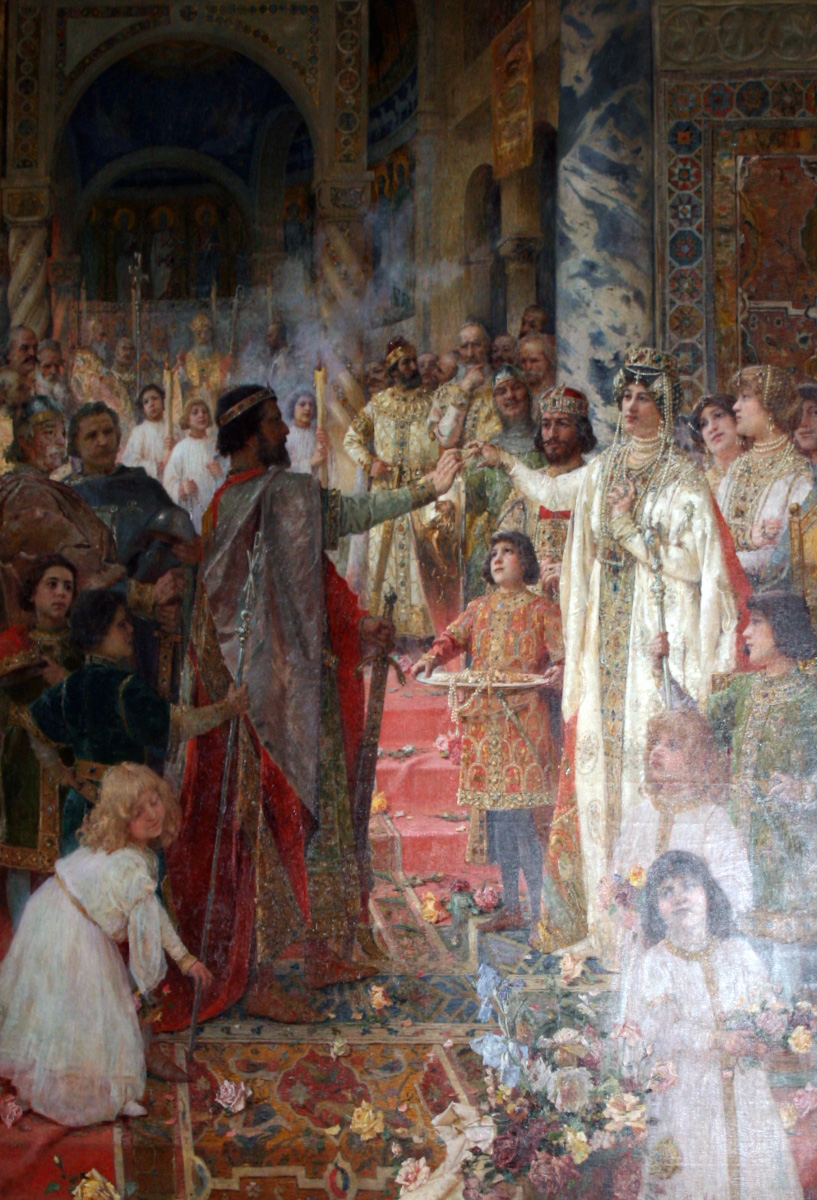
Dmitar Zvonimir és Ilona esküje, Celestin Medović műve (1920)

Zvonimir a „Dmitar” (Dömötör) nevet vette fel koronázásakor, amivel jelezni akarta a római egyházhoz való kötődését. A salonai Szent Péter és Mózes-templomban (ma üreges templomként ismeretes) tartották meg a koronázást 1076. október 8-án.
A koronázást VII. Gergely pápa legátusa, Gebizo végezte a pápától kapott uralkodói jelvényekkel (korona, zászló, kard, jogar).
1075 körül Zvonimir egyezséget kötött a normannok uralma alatt álló dalmát városokkal, amivel azok újra visszakerültek horvát uralom alá. Folytatta elődje egyházi politikáját, szoros kapcsolatot fenntartva a pápával. Bevezette VII. Gergely pápa reformjait, valamint betiltotta a rabszolgaságot a királyságban. Ezen kívül egy kisebb konfliktusba keveredett IV. Henrik német-római császárral az egyik isztriai alattvalójának kapcsán.
Zvonimir szövetséget kötött a normannokkal. Amikor 1084-ben Robert Guiscard megtámadta Bizánc nyugati tartományait, ő is küldött segítséget.

## Zvonimir halála
Dmitar Zvonimir király valószínűleg természetes halálban halt meg. Ezen kívül létezik egy legenda, amely először a dukljai pap krónikájában fordult elő.
A legenda szerint I. Alexiosz bizánci császár vereséget szenvedett, mire a szeldzsuk törökök elfoglalták Jeruzsálemet. A császár megkérte a pápát, hogy segítsen neki fölszabadítani a Szentföldet, valamint Zvonimirt még külön is megkérte segítségre. A király összehívta a nemeseket a Knin melletti Koszovónál, ahol felhívta őket a szent háborúra. A nemesség nem akart külföldre menni háborúzni, ezért 1089. április 20-án megölték a királyt. A gyilkosság a horvát állam pusztulásához vezetett.
A legenda több mint valószínű, hogy nem igaz, de a gyilkosság keltette átokkal szokták magyarázni, hogy Zvonimir halála után nemsokára nem létezett többé önálló horvát állam.